# Лаутока
Лаутока — місто на острові Фіджі. Друге за величиною.

## Географія
Місто Лаутока розташоване в західній частині острова Віті-Леву, в 24 кілометрах на північ від Наді. Лаутока є другим портом Фіджі (після Суви). Площа міста складає 16 квадратних кілометрів. Населення в 2007 році становило 52 220 осіб.

## Сільське господарство

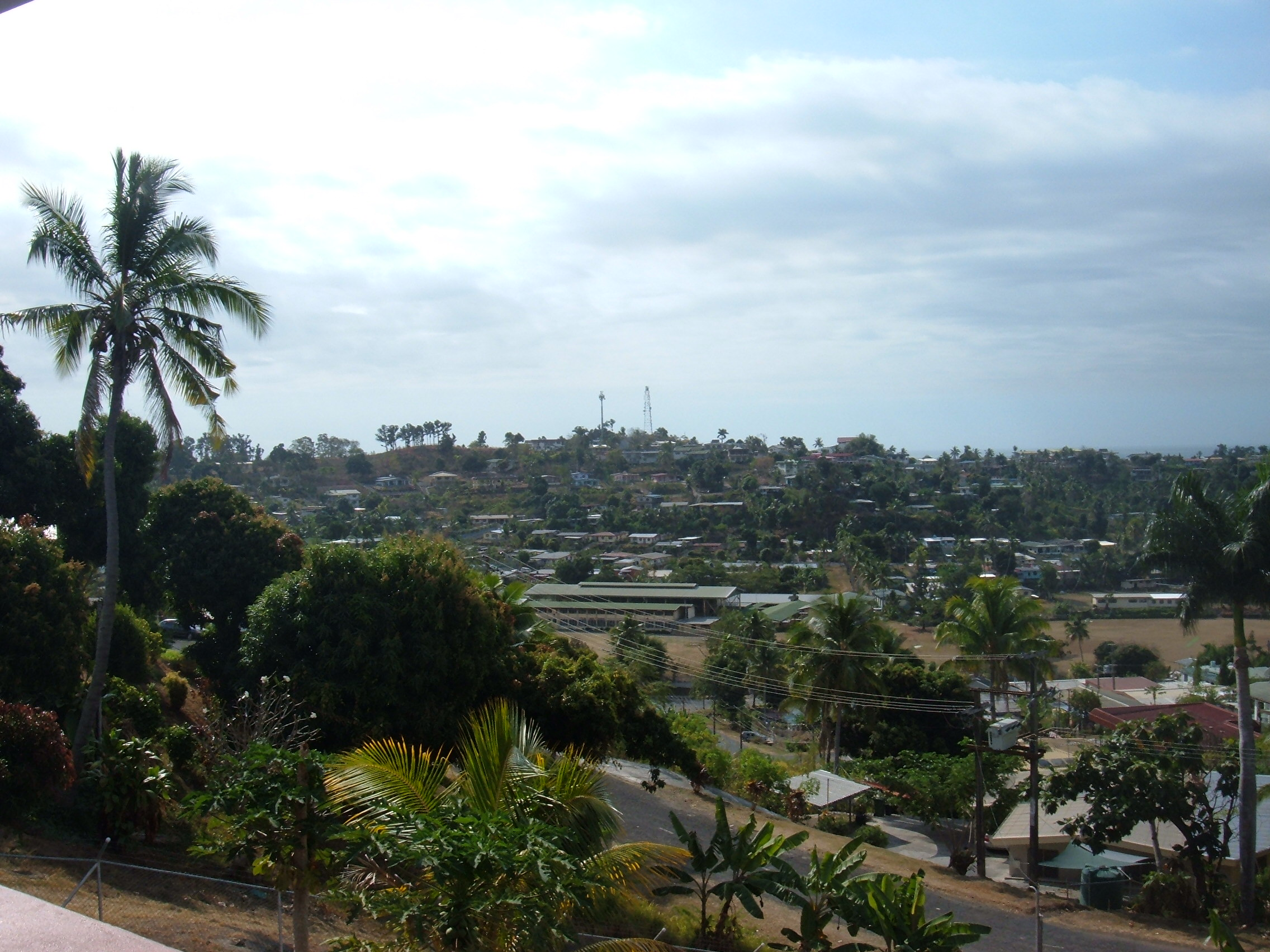

Місто є центром виробництва цукрової тростини. У зв'язку з цим Лаутока відоме ще як Цукрове місто. Околиці міста є постачальниками сировини, а в самому місті діє цукровий завод, який є найбільшим роботодавцем в місті. Підприємство було побудовано в кінці XIX століття Колоніальною цукропереробною компанією. Перших робочих привезли на рубежі ХІХ і ХХ століть з Індії та Соломонових Островів. Зараз чисельність співробітників підприємства становить 1300 осіб.

## Промисловість
У місті також діють винокурний і пивоварний заводи. Крім цього в місті розвинена деревообробка, швейне виробництво, виготовлення ювелірних виробів, рибальство та ін.